# U87 (专辑)
《U87》為香港歌手陳奕迅2005年加盟環球唱片旗下新藝寶唱片後推出的第一張粵語音樂專輯，於2005年6月7日發行。

## 專輯簡介
本專輯為陳奕迅加盟新藝寶後首張粵語唱片，唱片監製為Alvin Leong，由Eric Kwok、C.Y.Kong、林一峰、雷頌德等人參與作曲，黃偉文、林夕等參與填詞工作，一共推出兩版（第一版附送NCM Live 向陳奕迅狂呼音樂會；第二版則附送專輯內數首歌曲的音樂錄像）。專輯命名自陳奕迅在錄音室內常用的一支麥克風的編號「U87」。由於本專輯屬陳奕迅暫停推出專輯一年（2004年與舊班主英皇娛樂因合約問題而無法推出已經錄好的粵語專輯《I Had A Great Time》）後的復出之作，是次專輯收錄了一些較為嗆耳響亮的歌曲如，《爛》、《浮誇》等，與2006年推出的另一張粵語唱片《What's Going On...?》風格形成強烈的對比，亦成功地得到外界認同和致以較高的評價。

## 外間評價
專輯推出後除了登上本地排行榜首位外，還成為2005年香港十大暢銷廣東唱片之一。專輯中《夕陽無限好》、《浮誇》等歌曲擁有甚高傳唱度，迴響更不局限於粵語地區。專輯其後更獲時代週刊（Time Magazine）選為「2005年最值得購買的五大亞洲唱片」，是當年唯一一張香港歌手推出的華語唱片，翌年獲得2005年度叱吒樂壇流行榜頒獎典禮的「叱吒樂壇至尊唱片大獎」及2005年度「四台聯頒音樂大獎大碟獎」，成績一鳴驚人。

本專輯是陳奕迅華語樂壇天王地位被廣泛認同的里程碑。專輯在2010年入選華語金曲獎「30年經典」中的「30年30碟」名單，與並列名單之內，台灣歌手周杰倫在2001年推出的《范特西》專輯是唯一兩張在2000年代推出的專輯。評審表示這張專輯是陳奕迅音樂性與商業性結合最成功的一張唱片，專輯的成功梁榮駿、Eric Kwok 、雷頌德三位製作人功不可沒，梁榮駿的陰鬱華麗、Eric Kwok的回歸粵語流行曲懷舊色彩、雷頌德的流行平衡，都找到一個屬於新時代香港樂壇，也是陳奕迅樹立自己標杆的定位。另外他也入選「30年30人」名單之內，被評為21世紀香港樂壇以至華語樂壇天王，對歌曲演繹的細膩與彈性，深厚的香港情懷，將粵語流行曲帶向一個新的高度。

## 曲目
| 曲序     | 曲目         |          | 作曲                          | 编曲                 | 製作人      | 备注     | 时长  |
| -------- | ------------ | -------- | ----------------------------- | -------------------- | ----------- | -------- | ----- |
| 1.       | 爛           | 林夕     | C.Y. Kong                     | C.Y. Kong            | Alvin Leong |          | 4:19  |
| 2.       | 阿牛         | 林夕     | 雷頌德                        | 雷頌德               | 雷頌德      | 第二主打 | 3:22  |
| 3.       | 夕陽無限好   | 林夕     | Eric Kwok                     | Eric Kwok            | Eric Kwok   | 第一主打 | 4:07  |
| 4.       | 16月6日晴    | 陳羽恆   | 陳羽恆                        | Adrian Chan          | Alvin Leong |          | 3:46  |
| 5.       | 浮誇         | 黃偉文   | C.Y. Kong                     | C.Y. Kong            | Alvin Leong | 第三主打 | 4:46  |
| 6.       | 葡萄成熟時   | 黃偉文   | Vincent Chow / Anfernee Chang | Adrian Chan          | Alvin Leong | 第四主打 | 4:40  |
| 7.       | 三個人的探戈 | 黃偉文   | 陳羽恆                        | C.Y. Kong            | Alvin Leong |          | 3:20  |
| 8.       | 不良嗜好     | 黃偉文   | 林一峰                        | 林一峰 / Edward Chan | Alvin Leong |          | 3:37  |
| 9.       | 怕死         | 黃偉文   | 雷頌德                        | 雷頌德               | 雷頌德      |          | 4:16  |
| 10.      | 大個女       | 林夕     | C.Y. Kong                     | C.Y. Kong            | Alvin Leong |          | 4:01  |
| 总时长： | 总时长：     | 总时长： | 总时长：                      | 总时长：             | 总时长：    | 总时长： | 40:06 |

| Bonus Tracks | Bonus Tracks       | Bonus Tracks    | Bonus Tracks | Bonus Tracks | Bonus Tracks       | Bonus Tracks                              | Bonus Tracks |
| 曲序         | 曲目               |                 | 作曲         | 编曲         | 製作人             | 备注                                      | 时长         |
| ------------ | ------------------ | --------------- | ------------ | ------------ | ------------------ | ----------------------------------------- | ------------ |
| 11.          | 新美人主義（國語） | 黃偉文          | Eric Kwok    | Ted Lo       | Eric Kwok          |                                           | 3:38         |
| 12.          | 遇見了你（國語）   | 李雨寰 / 柯裕棻 | 李雨寰       | Ted Lo       | Eric Kwok / 陳奕迅 | 電視劇「G弦上的詠歎調（為愛而生）」主題曲 | 4:13         |
| 总时长：     | 总时长：           | 总时长：        | 总时长：     | 总时长：     | 总时长：           | 总时长：                                  | 48:00        |

## 派台歌曲及四台成績
以下為《U87》專輯派台歌曲的香港四台成績，首兩首派台歌曲成為四台冠軍歌。專輯在903 專業推介表現極佳，四首派台歌曲均獲取冠軍位置。專輯更獲得2005年度叱咤樂壇流行榜頒獎典禮的「叱咤樂壇至尊唱片大獎」，以及四台聯頒音樂大獎2005－大碟獎，讓陳奕迅成為2005年各大音樂頒獎禮的大贏家。
| 派台次序 | 歌曲       | 903 專業推介 | TVB 勁歌金榜 | 997 勁爆流行榜 | RTHK 中文歌曲龍虎榜 |
| -------- | ---------- | ------------ | ------------ | -------------- | ------------------- |
| 01       | 夕陽無限好 | 1            | 1            | 1              | 1 ②                 |
| 02       | 阿牛       | 1            | 1            | 1              | 1                   |
| 03       | 浮誇       | 1            | X            | 3              | 4                   |
| 04       | 葡萄成熟時 | 1            | X            | －             | 3                   |

- 粗體為冠軍歌
- ② 內數字表示歌曲冠軍週數，未標示代表一星期冠軍
- X 表示歌曲無派台

## 相關獎項或提名

### 個人獎項
- 中國內地：2006年度音樂風雲榜頒獎盛典－粵語最佳男歌手

### 專輯《U87》
- 香港：2005年度叱吒樂壇流行榜頒獎典禮－叱吒樂壇至尊唱片大獎
- 香港：四台聯頒音樂大獎2005－大碟獎
- 香港：IFPI香港唱片銷量大獎2005－十大銷量廣東唱片
- 香港：2005年度新城勁爆頒獎禮－勁爆大碟
- 中國內地：2005年度9+2音樂先鋒榜－年度最佳專輯
- 中國內地：2005年度百事音樂風雲榜－年度粵語最佳專輯
- 中國內地：2005年度廣州電台金曲金榜－年度最佳專輯（港台海外）
- 中國內地：北京2006年度音樂風雲榜頒獎盛典－粵語最佳專輯
- 中國內地：華語金曲獎－30年30碟

### 歌曲《阿牛》
- 香港：2005 CASH金帆音樂獎－最佳男歌手演繹獎（流行音樂）（入圍五強）

### 歌曲《夕陽無限好》
- 香港：2005年度勁歌金曲優秀選－第二回金曲
- 香港：2005 CASH金帆音樂獎－CASH最佳歌曲大獎
- 香港：2005 CASH金帆音樂獎－最佳旋律（Eric Kwok）
- 香港：2005 CASH金帆音樂獎－最佳男歌手演繹獎（流行音樂）（入圍五強）
- 香港：2005 CASH金帆音樂獎－最佳歌詞（林夕）（入圍五強）
- 香港：2005年度新城勁爆頒獎禮－勁爆歌曲大獎
- 香港：2005年度新城勁爆頒獎禮－勁爆年度歌曲大獎
- 香港：2005年度叱吒樂壇流行榜頒獎典禮－叱吒樂壇至尊歌曲大獎
- 香港：2005年度叱吒樂壇流行榜頒獎典禮－叱吒樂壇我最喜愛的歌曲大獎
- 香港：2005年度十大勁歌金曲頒獎禮－十大勁歌金曲
- 香港：第二十八屆十大中文金曲頒獎禮－十大中文金曲
- 香港：第二十八屆十大中文金曲頒獎禮－全國最受歡迎中文歌曲獎（銀獎）
- 香港：第二十八屆十大中文金曲頒獎禮－全球華人至尊金曲獎
- 香港：2005年度RoadShow至尊音樂頒獎禮－RoadShow至尊歌曲
- 中國內地：2005年度9+2音樂先鋒榜－短訊投票超人氣金曲
- 中國內地：2005年度勁歌王總選頒獎典禮－粵語金曲獎
- 中國內地：2005年度華語音樂傳媒大獎－年度歌曲獎
- 中國內地：第六屆華語音樂傳媒大獎－年度粵語歌曲

### 歌曲《浮誇》
- 香港：2005 CASH金帆音樂獎－最佳男歌手演繹獎（流行音樂）
- 香港：2005 CASH金帆音樂獎－最佳歌詞（黃偉文）
- 香港：2005 CASH金帆音樂獎－最佳旋律（Eric Kwok）（入圍五強）
- 香港：2005年度新城勁爆頒獎禮－勁爆歌曲大獎
- 香港：2005年度新城勁爆頒獎禮－勁爆我最欣賞歌曲
- 香港：2005年度勁歌王總選頒獎典禮－粵語金曲獎
- 香港：2005年度勁歌王總選頒獎典禮－粵語至尊金曲獎

### 歌曲《葡萄成熟時》
- 香港：2005 CASH金帆音樂獎－最佳男歌手演繹獎（流行音樂）（入圍五強）
- 香港：2005 CASH金帆音樂獎－最佳歌詞（黃偉文）（入圍五強）

## 其他歌手翻唱版本
《U87》專輯高水平的製作，派台和銷售成績叫好叫座，無疑成為陳奕迅在環球音樂時期的粵語專輯代表作。專輯中《夕陽無限好》、《浮誇》等粵語歌曲更成為陳奕迅其後世界巡迴演唱會的必唱歌曲，在香港、中國內地、台灣甚至東南亞地區知名度及傳唱度極高，成為不少华语歌手及比賽參加者的熱門選曲。以下是一些著名歌手翻唱的紀錄：

### 歌曲《葡萄成熟时》
- 内地歌手王俊凯

### 歌曲《阿牛》
- 2008年：台灣歌手楊宗緯在其台北小巨蛋演唱會上演唱《阿牛》，並收錄在《星空傳奇 LIVE Concert》Live 專輯。

### 歌曲《浮誇》
- 2008年：香港歌手王菀之在其首次個人演唱會演唱《浮誇》，並收錄在《王菀之我來自火星演唱會08》Live 專輯。
- 2009年：香港主持人，演員兼歌手王祖藍在同公司的林峯個人紅館演唱會上演唱《浮誇》，並收錄在《峯·情無限演唱會》Live 專輯。
- 2010年：香港歌手何韻詩在台灣公視音樂萬萬歲演唱《浮誇》。[4]
- 2011年：台灣歌手林志炫曾演唱《浮誇》的錄音室版本，歌詞則被寫成國語，收錄版本其後在網絡熱播。
- 2014年：香港歌手泳兒在內地電視歌唱節目《我為歌狂》第二季中演唱《浮誇》，武裝下的溫柔歌聲大獲好評。
- 2016年：内地歌手华晨宇在火星演唱会上演唱。

## 外部連結
U87 - 環球唱片專頁 （页面存档备份，存于）